# Église Saint-Nicolas et Sainte-Élisabeth d'Egra
L'église Saint-Nicolas et Sainte-Élisabeth d'Egra est une église située dans la ville d'Egra en Tchéquie.

## Historique
Les travaux ont commencé dans un style roman dans les années 1320, puis l'église a été reconstruite dans un style gothique de 1456 à 1476.
En 1742 les tours furent frappées par la foudre et brulèrent. Elles furent reconstruites de 1747 à 1758 selon les plans de Balthasar Neumann, mais un incendie les redétruisuit en partie en 1809 et en 1869 elles reçurent une nouvelle coiffe qui fut détruite lors de la deuxième guerre mondiale et reconstruite à l'identique en 2008 lors d'une campagne de rénovation.

## Dimensions
Les dimensions de l'édifice sont les suivantes :

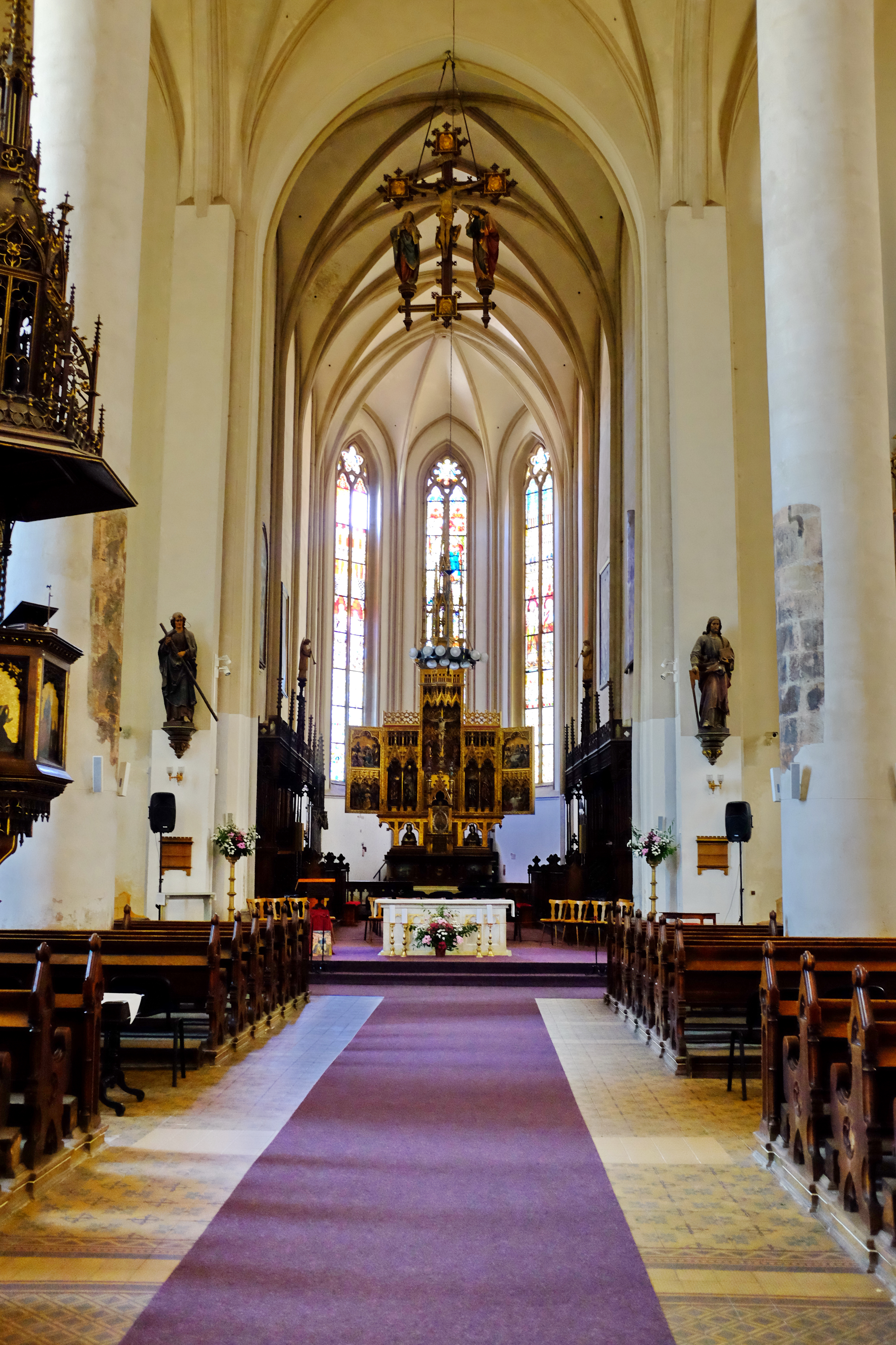
Intérieur de l'église

- Hauteur intérieure ; 21 m
- Longueur de la nef ; 50 m
- Hauteur des tours : 67 m
- Largeur de la nef ; 30 m